# Guro Pettersen
Guro Pettersen (* 22. August 1991 in Tromsø) ist eine norwegische Fußballtorhüterin. Die Torfrau spielte 2022 erstmals für die norwegische Nationalmannschaft.

## Karriere

### Vereine
Guro Pettersen begann ihre Karriere 2008 bei IF Fløya, 2012 wechselte sie zu Stabæk Fotball. Mit der Mannschaft gewann sie 2013 die Meisterschaft. 2012 und 2013 gewann sie mit der Mannschaft auch den Pokal. Nach zwei Jahren wechselte sie zu Vålerenga Oslo.
Ab 2016 spielte Pettersen erneut für Stabæk Fotball. Anfang 2017 wurde sie für den Rest der Saison 2016/17 an den dänischen Erstligisten Fortuna Hjørring ausgeliehen. Sie war zwar im Kader für zwei Spiele der UEFA Women’s Champions League 2016/17, kam jedoch nicht zum Einsatz. Für den Rest des Jahres 2017 wurde sie an Arna-Bjørnar ausgeliehen.
Anschließend spielte sie erneut für Vålerenga Oslo. 2020 wechselte sie zum schwedischen Verein Piteå IF. Im Mai 2021 schoss Pettersen aus dem Mittelfeld ein Tor für Piteå. Am Ende der Saison wurde das Tor zum Tor des Jahres der Damallsvenskan 2021 erklärt. Nach der Saison verließ sie den Verein jedoch und steht nun zum dritten Mal bei Vålerenga Oslo unter Vertrag. Am 1. Februar 2024 wechselte Pettersen in die Frauen-Bundesliga zum SV Werder Bremen. Nachdem sie nur zu einem Einsatz für die Werder-Reserve am 28. April 2024 in der Frauen-Regionalliga Nord gegen den TSV Barmke gekommen ist, verließ Petersen Werder zum Ende der Saison 2023/2024 wieder.

### Nationalmannschaft
Zwischen 2007 und 2014 spielte Pettersen für die norwegischen Juniorinnenmannschaften. So nahm sie mit der U-17-Mannschaft an der Qualifikation zur U-17-Fußball-Europameisterschaft der Frauen 2008 teil. Mit der U-19-Mannschaft nahm sie an der Qualifikation zur U-19-Fußball-Europameisterschaft der Frauen 2010 teil. Pettersen wurde mehrfach in die norwegische Nationalmannschaft einberufen. So saß sie 2010 und 2021 neunmal auf der Bank der Nationalmannschaft. Auch 2015 und 2020 wurde sie in die Nationalmannschaft einberufen. Sie spielte am 7. April 2022 im Alter von 30 Jahren erstmals für die norwegische Nationalmannschaft. Am 7. Juni 2022 wurde sie für die EM-Endrunde nominiert. Sie wurde in den drei Gruppenspielen eingesetzt, die mit einem 4:1-Sieg gegen EM-Neuling Nordirland begannen. Danach kassierten sie gegen England mit 0:8 die höchste Niederlage ihrer Länderspielgeschichte. Durch eine 0:1-Niederlage, die erste überhaupt gegen Österreich, verpassten sie als Gruppendritte die K.-o.-Runde. Am 19. Juni 2023 wurde sie für die WM-Endrunde nominiert.

## Erfolge
- Norwegische Meisterin: 2013
- Norwegische Pokalsiegerin: 2012, 2013